# Eutetranychus citri
Eutetranychus citri är en spindeldjursart som beskrevs av Attiah 1967. Eutetranychus citri ingår i släktet Eutetranychus och familjen Tetranychidae. Inga underarter finns listade i Catalogue of Life.